# Chōnan
Chōnan (長南町?) è una cittadina giapponese della prefettura di Chiba.